# Alopecosa linzhan
Alopecosa linzhan är en spindelart som beskrevs av Chen och Song 2003. Alopecosa linzhan ingår i släktet Alopecosa och familjen vargspindlar. Inga underarter finns listade i Catalogue of Life.